# Mariwood Lake
Mariwood Lake är en sjö i Kanada.   Den ligger i provinsen British Columbia, i den sydvästra delen av landet, 3 700 km väster om huvudstaden Ottawa. Mariwood Lake ligger 1 167 meter över havet. Den ligger vid sjöarna  Kwai Lake och Lake Beautiful.
I omgivningarna runt Mariwood Lake växer i huvudsak barrskog. Runt Mariwood Lake är det glesbefolkat, med 14 invånare per kvadratkilometer.